# 圣康拉多
圣康拉多（São Conrado）是巴西里约热内卢南区的一个富裕的街区，介于西南侧的巴拉大蒂茹卡和东北侧的莱伯伦两个富裕街区之间。圣康拉多以悬挂式滑翔（深受当地人和游客的一致好评）、时尚购物中心（里面有超过150家商店、国内和国际设计师）和高尔夫球场而著称。该区拥有高级公寓楼，夜总会，以及优雅的餐厅。与此相对照，巴西最大的棚户区Rocinha 贫民窟，就位于著名的两兄弟山（Morro Dois Irmãos）。地球上最大的海滨花岗岩佩德拉达加沃山脚下的豪宅也非常有名。
多年来，该区一直是里约最昂贵和抢手的区域，名人如Xuxa，甚至市长都在此安家。 
2010年8月，巴西警方从圣康拉多的洲际酒店救出35名人质。